# Mecodina albopunctata
Mecodina albopunctata là một loài bướm đêm trong họ Erebidae.